# خطوط عدن الجوية
خطوط عدن الجوية أو خطوط عدن كانت شركة طيران تابعة شركة الخطوط الجوية البريطانية لما وراء البحار(بواك) ومقرها عدن. وعملت في الفترة من 1949 إلى 1967.

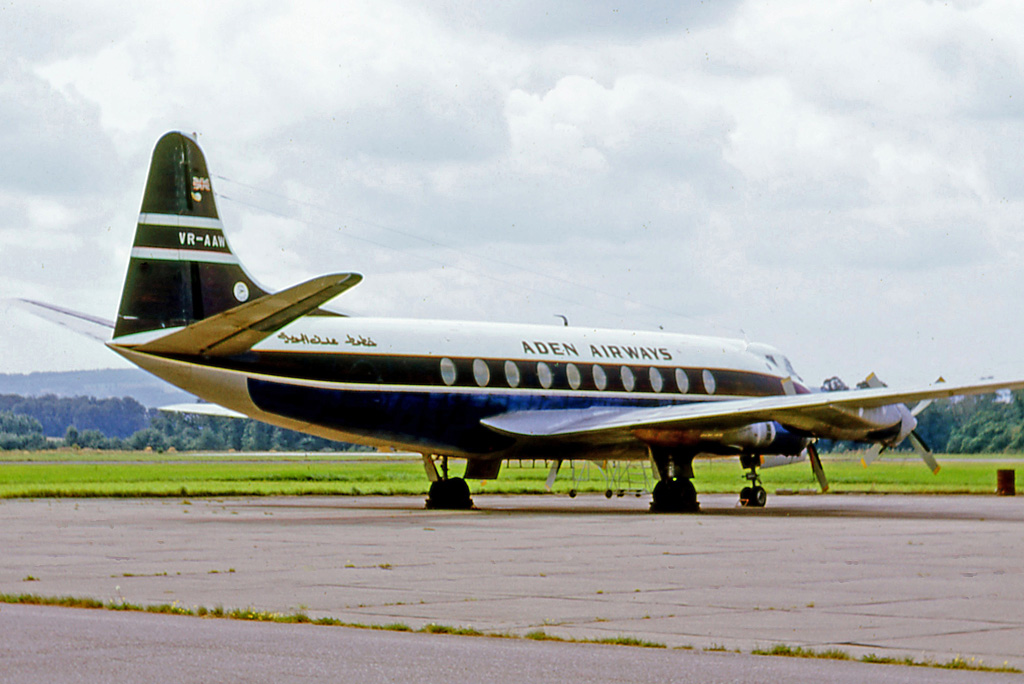
فيكرز فيسكونت 760 عملت في خطوط عدن الجوية من 1963 حتى 1967

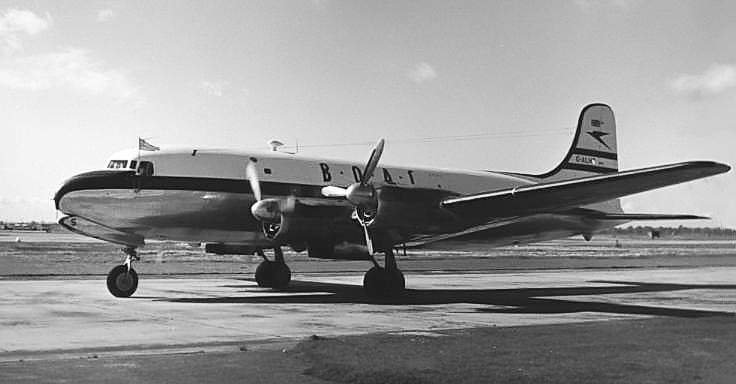
G-ALHS in BOAC livery

## مزيد من القراءة
- Watson، Dacre. Red Sea Caravan: The Aden Airways Story. Air Britain. ISBN:978-0-85130-409-0.

## روابط خارجية
- Aden Airways timetables